# Faizon Love
 (mars 2019).
Si vous disposez d'ouvrages ou d'articles de référence ou si vous connaissez des sites web de qualité traitant du thème abordé ici, merci de compléter l'article en donnant les références utiles à sa vérifiabilité et en les liant à la section « Notes et références ».
Faizon Andre Love (né le 14 juin 1968 à Santiago de Cuba) est un acteur américain.

## Filmographie partielle

### Cinéma
- 1993 : Meteor Man : Maurice
- 1995 : Friday : Big Mac
- 1997 : Argent comptant : Le prisonnier de la cellule
- 2000 : Les Remplaçants : Jamal Jackson
- 2002 : Blue Crush : Leslie
- 2003 : Elfe : Le patron de Gimbels
- 2003 : RAP Connection : David Rabinowitz
- 2003 : Wonderland : Greg Diles
- 2004 : Torque, la route s'enflamme : Sonny
- 2006 : Lucky Girl : Damon Phillips
- 2007 : Who's Your Caddy? :  Big Large
- 2009 : L'Âge de glace 3 : Cedric (voix)
- 2009 : Thérapie de Couples : Shane
- 2011 : Big Mamma : De père en fils : Kurtis Kool
- 2015 : Brotherly Love
- 2023 : Last Stop : Yuma County (The Last Stop in Yuma County) de Francis Galluppi : Vernon

### Télévision
- 2009 : Earl : Révérend Greene

### Jeux vidéo
- 2004 : Grand Theft Auto: San Andreas : Sean "Sweet" Johnson (voix)